# Medeli
Medeli (łac. Medelitanus) – stolica historycznej diecezji w Cesarstwie rzymskim w prowincji Afryka Prokonsularna, sufragania metropolii Kartagina. Współcześnie w Tunezji. Obecnie katolickie biskupstwo tytularne. W latach 2015–2022 stolicę tę obejmował Zbigniew Zieliński, biskup pomocniczy gdański.

## Biskupi tytularni
| Lp. | Biskup                           | Funkcja                                                              | Od                   | Do               |
| --- | -------------------------------- | -------------------------------------------------------------------- | -------------------- | ---------------- |
| 1   | Joseph Lörks                     | administrator apostolski Centralnej Nowej Gwinei (Papua-Nowa Gwinea) | 23 maja 1933         | 15 marca 1945    |
| 2   | Fulvio Tessaroli                 | emerytowany biskup Segni (Włochy)                                    | 11 listopada 1952    | 13 stycznia 1953 |
| 3   | Marino Bergonzini                | biskup pomocniczy Modeny (Włochy)                                    | 12 lutego 1953       | 12 stycznia 1957 |
| 4   | Szczepan Sobalkowski             | biskup pomocniczy kielecki                                           | 3 czerwca 1957       | 12 lipca 1958    |
| 5   | Ugo Poletti                      | biskup pomocniczy Novary (Włochy)                                    | 21 lipca 1958        | 26 czerwca 1967  |
| 6   | Joseph Desmarais                 | emerytowany biskup Amos (Kanada)                                     | 31 października 1968 | 8 grudnia 1970   |
| 7   | Carlo Curis                      | nuncjusz apostolski                                                  | 14 lipca 1971        | 29 września 2014 |
| 8   | Zbigniew Zieliński               | biskup pomocniczy gdański                                            | 26 września 2015     | 10 marca 2022    |
| 9   | Riccardo Lamba                   | biskup pomocniczy Rzymu                                              | 27 maja 2022         | 23 lutego 2024   |
| 10  | Ramiro Alejandro Herrera Herrera | biskup pomocniczy Portoviejo (Ekwador)                               | 19 kwietnia 2024     |                  |